# Episodi di Summer Crush (prima stagione)
La prima stagione di Summer Crush è composta da 26 episodi e ufficialmente è stata trasmessa in Francia sul canale France 2 dal 16 luglio al 20 agosto 2007: in realtà, il primo episodio era già stato trasmesso come test il 21 aprile 2007, ottenendo molto successo.
In Italia, la prima stagione è stata trasmessa in anteprima assoluta sul canale Mya di Mediaset Premium, dal 26 febbraio al 13 marzo 2008 con due episodi a serata.

In chiaro è stata trasmessa per la prima volta su Italia 1 dal 7 luglio all'11 agosto 2008, con un episodio singolo.

Dal 9 gennaio al 27 gennaio 2009, la prima stagione è in replica su Mya alle ore 19:30, con un doppio episodio.

Inoltre, dal 21 giugno al 7 luglio 2010, viene replicata su Italia 1, e dal 1º al 17 marzo 2011 su La5, con un doppio episodio in entrambe le repliche.

La stagione viene nuovamente replicata dal 22 luglio 2011, con un episodio per puntata, e dal 6 maggio 2012 con vari episodi replicati la domenica e uno singolo dal lunedì al venerdì su Mya, mentre su Italia 1 dal 29 luglio 2013 al 25 agosto 2013, tutti i giorni, alle 6:15 circa con uno o due episodi integrali.

Dal 2008 al 2011, durante la trasmissione in chiaro della stagione su Italia 1 e La5, gli episodi venivano tagliati di 4 o 5 minuti, in modo da ottenere una puntata da 20 minuti o due da 40 minuti totali.
| nº | Titolo originale             | Titolo italiano             | Prima TV Francia | Prima TV Italia  |
| -- | ---------------------------- | --------------------------- | ---------------- | ---------------- |
| 1  | Alex en flammes              | Il colpo di fulmine         | 16 luglio 2007   | 26 febbraio 2008 |
| 2  | Coup de foudre               | Amore eterno                | 17 luglio 2007   | 26 febbraio 2008 |
| 3  | Mystérieuse Alice            | Alla ricerca di Alice       | 18 luglio 2007   | 27 febbraio 2008 |
| 4  | La dent de Mégalodon         | Un mistero di nome Alice    | 19 luglio 2007   | 27 febbraio 2008 |
| 5  | Pense avec ton cœur          | Pensa con il cuore          | 20 luglio 2007   | 28 febbraio 2008 |
| 6  | À l'autre bout du monde      | All'altro capo del mondo    | 23 luglio 2007   | 28 febbraio 2008 |
| 7  | Sale piège                   | Un posto dove dormire       | 24 luglio 2007   | 29 febbraio 2008 |
| 8  | Tourments                    | Tormenti                    | 25 luglio 2007   | 29 febbraio 2008 |
| 9  | Jalousies                    | Piano infallibile           | 26 luglio 2007   | 3 marzo 2008     |
| 10 | L'arbre de vérité            | L'albero della verità       | 27 luglio 2007   | 3 marzo 2008     |
| 11 | Les photos mystérieuses      | La foto misteriosa          | 30 luglio 2007   | 4 marzo 2008     |
| 12 | La tribu de Ouipoin          | Sensi di colpa              | 31 luglio 2007   | 4 marzo 2008     |
| 13 | Tribu et magie               | La cascata degli innamorati | 1º agosto 2007   | 5 marzo 2008     |
| 14 | 3 filles, 3 garçons          | Alla ricerca della chiave   | 2 agosto 2007    | 5 marzo 2008     |
| 15 | Grosse erreur                | La barca                    | 3 agosto 2007    | 6 marzo 2008     |
| 16 | Les mauvais coups            | Alla luce del sole          | 6 agosto 2007    | 6 marzo 2008     |
| 17 | Première nuit                | La festa sul mare           | 7 agosto 2007    | 7 marzo 2008     |
| 18 | Trahisons                    | Gelosie                     | 8 agosto 2007    | 7 marzo 2008     |
| 19 | Ça se déchire                | Qualcosa si è rotto         | 9 agosto 2007    | 10 marzo 2008    |
| 20 | Une embrouille spectaculaire | Tanti auguri                | 10 agosto 2007   | 10 marzo 2008    |
| 21 | Le plus beau des serments    | Amore, amicizia e inganni   | 13 agosto 2007   | 11 marzo 2008    |
| 22 | Les quatre fétiches          | Il mistero della foresta    | 14 agosto 2007   | 11 marzo 2008    |
| 23 | La forêt fantastique         | La foresta incantata        | 15 agosto 2007   | 12 marzo 2008    |
| 24 | Alice ou Manon               | Un amore magico             | 16 agosto 2007   | 12 marzo 2008    |
| 25 | Une incroyable révélation    | Coincidenze incredibili     | 17 agosto 2007   | 13 marzo 2008    |
| 26 | Le plus beau des cadeaux     | Il regalo più bello         | 20 agosto 2007   | 13 marzo 2008    |

## Il colpo di fulmine
- Titolo originale: Alex en flammes

### Trama
Alex è un ragazzo che vive a La Rochelle, di 18 anni appena compiuti. Proprio un anno prima è stato lasciato dalla sua ragazza, Manon. Léo, il suo migliore amico, come regalo di compleanno gli procura un appuntamento, ma lui si dimostra indifferente, essendo rimasto ancora "scottato" da Manon. I due lavorano come lavavetri, e durante la pausa pranzo Alex vede una ragazza per strada che gli fa perdere la testa. Cerca di raggiungerla, ma non la trova più. Dopo qualche ora, tornato al lavoro, la rivede all'interno di una biblioteca di cui deve lavare i vetri esterni. Alex scrive il suo numero sul vetro e si fa telefonare. I due si presentano, la ragazza si chiama Alice, e si danno appuntamento per più tardi. Una cosa tira l'altra e si danno nuovamente appuntamento per la serata in un locale. Lei porta la sua amica Eva, e lui porta Léo. Ma prima di entrare nel pub Alex riceve una telefonata da un tizio che gli dice di stare lontano da Alice.

## Amore eterno
- Titolo originale: Coup de foudre

### Trama
Alex e Léo sono fuori dal locale in cui si sarebbero dovuti incontrare con Alice e Eva. Il buttafuori però non li lascia entrare perché Alex qualche tempo prima gli aveva fatto uno scherzo facendogli fare foto mezze nude per un calendario, rendendolo ridicolo. Il ragazzo allora, per pareggiare i conti, si inizia a spogliare davanti a tutti e riesce così ad entrare con Léo. All'interno i quattro si conoscono meglio ma una ragazza versa un drink sui pantaloni di Alex, che è costretto ad andare in bagno per darsi una sistemata. All'improvviso viene aggredito da uno sconosciuto che gli intima di stare lontano da Alice. Il ragazzo telefona a Léo chiedendogli di venire in bagno e li gli racconta cosa gli è successo. Subito dopo va a casa a cambiarsi ma nella strada per ritornare al locale incontra Manon, che gli mostra una vecchia fotografia di lei e lui assieme e gli dice chiaramente di essere ancora innamorata. Ma il ragazzo chiarisce che tra loro è finita. Dopo essere tornato al locale, riceve un'altra minaccia telefonica; Alex racconta ciò che gli sta succedendo ad Alice, che però non risponde in modo concreto. I quattro ragazzi vanno in un deposito di legname, che si affaccia sul mare e da dove si può vedere un bel tramonto e Alex ne approfitta per dichiararsi. Intanto anche Léo fa la sua parte con Eva, che però è leggermente contrariata visti i modi "poco dolci" del ragazzo. Arrivata la notte, Alice racconta ad Alex la sua passione per la natura e anche quella per gli ideogrammi e la simbologia etnica in generale, cose che condividono entrambi. Allora il ragazzo la porta a far vedere un albero in una residenza privata dove è inciso anche un ideogramma. Vista l'atmosfera il ragazzo ne ri-approfitta per dichiararsi in modo profondo e i due si baciano, ma all'improvviso Alice si mette a piangere e scappa al porto; Alex, credendo che la ragazza sia caduta in acqua, si getta nel mare.

## Alla ricerca di Alice
- Titolo originale: Mystérieuse Alice

### Trama
Alex viene assistito dalla polizia e dai sommozzatori, che cercano Alice in acqua ma non trovano nulla. Successivamente il ragazzo racconta tutto a Léo, che incredulo telefona ad Eva, e si fa dare l'indirizzo di Alice. Alex la trova a casa in atteggiamenti strani. Il ragazzo la rimprovera per averlo fatto preoccupare, ma lei non lo fa nemmeno entrare in casa dicendo che c'è sua nonna malata che dorme. I due parlano un attimo sulle scale del condominio, si baciano e successivamente il ragazzo se ne va, dicendo ad Alice di venire al locale vicino al palazzo più tardi. Dopo che Alex se n'è andato, la ragazza rientra in casa, che sembra vuota da molti anni, e tira fuori una vecchia foto del ragazzo. Dopo qualche minuto Alex riceve una telefonata da Alice, che gli dice che è dispiaciuta ma deve lasciare la città. Alex prova ad inseguire il taxi dove si trova Alice, senza successo. Così si introduce con Léo nell'appartamento della ragazza, ma dopo aver visto che è vuoto, arriva la portinaia, che dice che è disabitato da molti anni e che avrebbe chiamato la polizia se i due non se ne fossero subito andati. I ragazzi scappano, ma intanto Alex propone di cercare Eva (che non era raggiungibile telefonicamente) e seguendo una traccia di Léo, che sa che la ragazza fa Karate, cercano in tutte le palestre ma inizialmente senza fortuna. Poi Alex vede un cartellone pubblicitario dove c'è Eva, infatti la ragazza lavora in una società di escursioni marittime. Dopo averla trovata, Eva informa che lei ed Alice si conoscono in realtà da pochissimo tempo e non si erano mai viste prima, di conseguenza non conosce il cognome di Alice, ne la sua vera residenza. Inoltre racconta ai ragazzi che ha visto Alice in spiaggia la mattina stessa e che la stessa l'ha rimproverata per aver dato il suo indirizzo a Léo.

## Un mistero di nome Alice
- Titolo originale: La dent de Mégalodon

### Trama
Alex ha degli incubi. Pensa che la traccia giusta per ritrovare Alice sia cercare chi l'ha aggredito nel bagno del locale qualche giorno prima. Così vanno dal buttafuori, che gli indica il possibile sospetto. Dopo essere stato riconosciuto da Alex, l'uomo dice che è stato pagato per spaventarlo. Alex, che non riesce più a capire cosa stia succedendo, si reca al deposito di legname dove era stato con Alice, e inaspettatamente la trova lì. Qualcuno ha appiccato un incendio sopra ad alcuni container, ed Alex vuole spiegazioni, ma Alice non parla. Arrivati i pompieri, il capo squadra sospetta di Alex, intanto Alice scappa, dicendo ad Alex di andare all'albero della residenza privata, e che lì troverà spiegazioni. Il ragazzo va con Léo all'albero, dove trovano una scatola in cui sono contenuti una lettera di Alice ed un dente di una famiglia di squali proveniente dalla Nuova Caledonia. Così Alex si mette in testa di andarci. Alex collega il suo cellulare al computer di un Internet Point per scoprire il significato di un ideogramma trovato e fotografato sopra l'albero, inciso probabilmente da Alice. Ma dopo aver visto alcune foto scattate, ne trova una in cui lui ed Alice sono in una spiaggia, insieme, vicino ad una maschera.

## Pensa con il cuore
- Titolo originale: Pense avec ton cœur

### Trama
Alex è a pranzo dai i suoi genitori con Léo. A tavola, la madre gli consegna una lettera da una scuola di manga del Giappone, la quale che hanno accettato la sua domanda. Ma Alex ha cambiato i suoi piani e vuole andare in Nuova Caledonia. La reazione dei genitori non è per niente bella, soprattutto quando scoprono che è per un colpo di fulmine. Alex si informa presso un'agenzia, e visti i 1400€ del biglietto per la Nuova Caledonia vende tutte le sue cose, dai vecchi giochi al computer. Anche Léo collabora, vendendo la sua macchina per far felice l'amico e comprandogli il biglietto con il ricavato. Ma i genitori di Alex, che hanno capito che il ragazzo è innamorato seriamente, gli regalano 2500€ ed il ragazzo allora compra il biglietto anche ai suoi due amici.

## All'altro capo del mondo
- Titolo originale: À l'autre bout du monde

### Trama
Alex, Léo ed Eva sono partiti. Arrivati a Nouméa non sanno da dove cominciare per cercare Alice. Un ragazzo del luogo gli dà un volantino promozionale di una commedia teatrale, “Alice nel paese delle meraviglie”. Alex lo considera un segno ed arrivano in centro. Eva però è stanca e vuole prendere un taxi. All'interno di uno di essi vede proprio Alice e lo urla ai ragazzi. Inutile il tentativo fatto da Alex di inseguire il mezzo, ma il ragazzo si ricorda però che Alice ha un tatuaggio sul braccio e capisce che la pista giusta è cercare dai tatuatori della zona. Dopo aver cercato in più negozi, trovano quello giusto. Grazie ad una messa in scena Eva riesce a farsi dire dove potrebbe essere Alice: lavora come cameriera in un bar lì vicino. I ragazzi si dirigono subito nel posto e Alex, che la rivede, da a un collega di Alice una scatola con all'interno inciso un ideogramma, che significa “Amore Eterno”. Il collega lo consegna ad Alice ed inizialmente lei sembra essere contenta, ma poi raggiunge Alex al bancone e fa finta di niente. Sembra arrabbiata e gli ordina di andarsene. Poi la ragazza esce dal locale e scoppia a piangere.

## Un posto dove dormire
- Titolo originale: Sale piège

### Trama
Alex aspetta Alice davanti al bar, in attesa della fine del suo turno, ma i suoi colleghi gli impediscono di parlare con la ragazza. La mattina dopo Alex si introduce nel locale dove lavora Alice per cercare il suo cognome e l'indirizzo nel registro dei dipendenti. Alex si apposta quindi davanti a casa di Alice, ma si nasconde quando vede che sta per uscire con un ragazzo. Li segue anche in autobus, e quando la ragazza rimane sola, Alex si mette a sedere a fianco a lei. I due parlano, anche se Alice non da risposte concrete, nemmeno su chi fosse quel ragazzo, ad ogni modo dice di voler comprare un costume da bagno, così il ragazzo la accompagna. Ma al negozio, con un espediente, Alice riesce a fuggire. Rimasto solo alla fermata dell'autobus, Alex conosce un ragazzo del luogo, che si offre di aiutarlo a trovare una sistemazione per dormire in tenda. I ragazzi quindi vi si stabiliscono, ma la tenda si rompe e così Eva li conduce in una casa disabitata che aveva visto nei dintorni, e infine si mettono a dormire. Ma qualcuno la notte entra e prende quasi tutti i bagagli dei tre ragazzi. Si scopre nelle ultime scene che a farlo è stato lo stesso ragazzo che li ha aiutati con la tenda, su ordine di Alice che gli dice che devono assolutamente abbandonare l'isola, perché sono in pericolo.

## Tormenti
- Titolo originale: Tourments

### Trama
Dopo essere stati derubati, i ragazzi si ritrovano a dover barattare per procurarsi da mangiare. Alex fa colazione con i tre e intanto dice di aver visto Alice il giorno precedente in autobus con un altro. Eva gli consiglia di invitare la ragazza a cena per parlargli della situazione e per chiedere se si può fare qualcosa al fine di recuperare il loro rapporto. La stessa incontra Alice al bar e le chiede il motivo di tale comportamento nei confronti di Alex. La informa anche che la sera lui l'avrebbe invitata a cena. Nonostante ciò, la ragazza sembra indifferente. Intanto Léo fa il farfallone con le altre, facendo ingelosire la fidanzata. Ad ogni modo, per convincere Alice, i tre si mettono decorazioni hawaiane e iniziano a “cantare” una canzone davanti a lei dove Alex fa capire alla ragazza di voler uscire con lei quella sera, e così lei accetta. Al ragazzo viene offerto del cibo cinese da una rosticceria, ma su richiesta di Alice, il collega sabota Alex spingendolo al lato della strada dove si trova un canale, che quindi cade con il cibo. A causa della caduta, Alex conosce Emile, nipote del proprietario di un motel, che si offre di dare una stanza al ragazzo in cambio di lezioni di nuoto. Arrivato all'albergo, Alex si fa una doccia, ma lo stesso che l'ha buttato in acqua si introduce nella sua stanza e gli ruba i vestiti, che il ragazzo però riesce a recuperare. Dopo aver spiegato la situazione ai ragazzi, Eva gli dà un mazzo di fiori, da portare in alternativa alla cena. La sera, Alex ha preparato un'atmosfera molto romantica sulla spiaggia per Alice. Sembra esserci di nuovo feeling tra i due, ma lei riceve una telefonata e se ne va. Alex la insegue, e nella scena finale si vede il collega di Alice che parla con lo stesso ragazzo con cui la donna era in autobus, dicendogli che il ragazzo con cui aveva appuntamento l'ha trattata male, ed Alice non smentisce nulla.

## Piano infallibile
- Titolo originale: Jalousies

### Trama
Alex chiede consiglio a Léo, che gli dice di far ingelosire Alice per vedere la sua reazione. Non molto tempo dopo, Alice passa con il solito ragazzo vicino alla spiaggia ed Alex ne approfitta per mettere in pratica il consiglio di Léo, con una ragazza in spiaggia, Emma. Léo raggiunge Alice, che è con il suo amico, per parlarle di Alex e della sua nuova fidanzata, poi anche Alex li raggiunge e quando si inventa di essere fidanzato con Alexandra (Emma), Alice sembra molto turbata. Dopo pochi minuti, Alex va dall'altra parte della spiaggia (semi-deserta). Riguarda la foto di lui e di Alice vicino alla maschera, trovata a La Rochelle; la sta per strappare, ma una donna gli consiglia di non farlo. Lui gli dice di non intromettersi e la strappa. Alex si gira ed improvvisamente la donna scompare. Dopo va con Léo in un bar e vede il ragazzo che sta sempre con Alice, e che egli presume essere il suo fidanzato. Ma l'uomo subito mette in chiaro le cose: si chiama Clément ed è il fratello di Alice. Alex si sente sollevato ma Clément mostra molta diffidenza. Poco dopo, i ragazzi vengono invitati ad una danza popolare che si svolgerà vicino ad un albero considerato magico, il Banyan. Lì Alex rivede la foto che aveva strappato e assieme ad essa la stessa donna che ha visto prima. Ne approfitta subito per scusarsi del suo comportamento e le chiede chi lei sia. Risponde che è la pro-zia di Emile, e consiglia ad Alex di portare Alice sotto l'albero, considerato un luogo sotto al quale non è possibile dire bugie, e così Alex avrebbe saputo finalmente la verità. Il ragazzo va davanti a casa di Alice, aspettando che esca. Si mettono a parlare ed Alice sembra essere gelosa della ragazza con cui Alex si era finto fidanzato. Ma un tizio alto e biondo li raggiunge, spinge Alex e bacia Alice.

## L'albero della verità
- Titolo originale: L'arbre de vérité

### Trama
Alex si è appostato nuovamente assieme a Léo davanti a casa di Alice, per cercare di parlarle. Ma li arriva anche Emma, che si trovava lì vicino. Alice, infastidita, se ne va assieme al suo vero fidanzato, il ragazzo alto e biondo. Eva ha trovato un lavoro come commessa in un negozio sportivo, ma due ragazzi cercano di rimorchiarla e Léo, arrivato con Alex, va su tutte le furie. Lì però è arrivato anche il fidanzato di Alice, Jess, che doveva ritirare una tavola da surf. Si fa aiutare da Alex per portarla in macchina, approfittandone per parlargli parole. Alex dice con Jess che è venuto a riprendersi Alice, il quale però ribatte sfottendolo. Poco dopo Alex si fa assumere in un negozio di manutenzione per le barche a vela, proprio di fianco al locale dove lavora Alice. Ma arriva Jess che vede Alex proprio vicino al locale ed i due litigano. Ma alla domanda di Alex ad Alice (mi ami?), lei non risponde. Alex si sente sollevato e con Léo organizza un piano per portare Alice all'albero della verità e per cercare di capire le sue vere intenzioni. I due iniziano con lo scrivere “Alice sei tu la mia regina” sopra la vela di una barca. Poco dopo arriva di nuovo Jess, per accompagnare la ragazza al locale e vedendo quella scritta va su tutte le furie, mentre Alice si mette a ridere e sembra felice. Però i due stanno per fare a botte così interviene per fermarli. Quando la donna va nel bar per ricominciare il turno, il solito collega le da un pezzo degli scacchi, colorato di blu. Lo porta a dei clienti che ci stavano giocando, e loro le consigliano di andare al Ranche a trovare chi ha dipinto di blu il pezzo. Lì Alice vede Léo, che ci lavora da poco. La ragazza vede un cavallo con una sella blu, ci monta sopra e l'animale la porta all'albero della verità, dove Alex si dichiara. Anche Alice dice di amarlo. E gli spiega che se voleva che se ne andasse era solo perché lui era in pericolo. Alex non riesce a capire, ma Alice gli dice che gli hanno fatto il malocchio, e aggiunge che non può spiegarglielo, ma può farglielo vedere. I due scesi dall'albero si baciano, ma da lontano si vede Jess che li sta spiando.

## La foto misteriosa
- Titolo originale: Les photos mystérieuses

### Trama
Alice porta Alex a casa sua, per fargli vedere una foto del ragazzo trovata con degli spilli sopra. Ciò per tradizione locale indica il malocchio e Alice spiega ad Alex perché voleva che se ne andasse: due anni prima aveva un amico a cui avevano fatto il malocchio e dopo una settimana è caduto dalla moto. Lei voleva evitare che questo accadesse anche ad Alex. Ma il ragazzo successivamente le fa vedere la foto di lui e lei in una spiaggia caledoniana, quella che aveva trovato misteriosamente a La Rochelle. Intanto Jess li sta spiando e sembra particolarmente agitato. Alex porta a fare un giro in scooter Alice e dopo un po' di strada si fermano ad un bar. Lì arriva Jess che chiede di parlare con la ragazza; Alex acconsente e Alice sale in moto con Jess, mentre Alex, rimasto solo, si ritrova con la ruota a terra. Dopo averla aggiustata incontra Emma, ma quando capisce che la ragazza cerca di flirtare, se ne va con una scusa. Tornato all'hotel, trova Alice che lo aspetta in lacrime.
Gli spiega che Jess si è comportato male con lei, andando ad alta velocità sulla moto e non ascoltandola quando lei gli chiedeva di fermarsi. Quando Jess finalmente si ferma, i due si mettono a litigare e l'ex se ne va, lasciando Alice in mezzo alla strada. Alex consola Alice e nel frattempo tornano Léo ed Eva che sono felicissimi di vedere i due assieme. La mattina dopo Jess è scomparso. Arriva anche il padre di Alice, Stéphane, che chiede alla figlia se sa dove possa essere andato e anche perché di quel gesto. Quando la ragazza gli dice che non stanno più assieme, il padre si infuria e le ricorda che Jess le ha salvato la vita. Alice scappa ma Alex la segue. Lei gli racconta che due anni prima ha avuto un incidente in barca. C'erano lei, sua madre, Jess e suo fratello, Clément. Sua madre è morta nell'incidente e Alice si è salvata grazie a Jess. Poco dopo, si vede Jess sperduto in mezzo al mare, che con degli spilli fora una propria foto.

## Sensi di colpa
- Titolo originale: La tribu de Ouipoin

### Trama
Alice e Alex vanno da Clément, per sapere dove sia Jess. Il ragazzo è molto arrabbiato con la sorella, e attribuisce la colpa alla ragazza e ad Alex.
I due dopo essere usciti dalla casa del fratello vanno a chiedere informazioni a tutte le persone che possano aver visto Jess. Dopo aver chiesto ad un noleggiatore di barche, egli risponde di avergli affittato un'imbarcazione. Alice capisce quindi dov'è si è diretto il ragazzo: a La Foa, una cittadina su un'isola. Per andarci bisogna navigare per ore il mare ed in più vi sono 7 ore di cammino per il bosco. Ad accompagnare i ragazzi vi è anche Emile, che conosce bene il luogo.
Durante il cammino trovano alcune cose di Jess sparse per la foresta, ma dopo un po' incontrano degli amici d'infanzia di Alice, i quali dicono che l'ex-fidanzato è al villaggio, e che sta bene. Arrivati nella cittadina, la ragazza riabbraccia tutte le amiche di famiglia. Poi va da Jess e tutti e due sembrano molto contenti di vedersi, ma Alex li vede e sembra infastidito.

## La cascata degli innamorati
- Titolo originale: Tribu et magie

### Trama
Alex è con gli altri abitanti del villaggio e sta cercando Alice. I ragazzi lo avvertono di non fidarsi di Jess, che nel frattempo propone ad Alice di andare alla “Cascata degli innamorati”, una cascata dove per tradizione gli innamorati si tuffano assieme per benedire il loro amore. I due ci andavano sempre a giocare quando erano piccoli; Alex e Léo continuano a cercare Alice, ed incontrano una bella ragazza del luogo, Julie. Naturalmente Léo ci prova subito, ma la ragazza è già fidanzata ed effettivamente lo è anche Léo. La sera i ragazzi vanno a dormire in un bungalow. Alice e Alex si stanno per mettere a letto quando sotto il cuscino trovano una noce con degli spilli piantati all'interno. Alice è spaventata e spiega ad Alex che si è fatto maledire. La stessa va alla cascata con Jess, che improvvisa un rito per togliere la maledizione ad Alex.
Per rendere effettivo il rito, il ragazzo dice che Alice deve rinunciare ad amare Alex. I due si tuffano assieme nella cascata, ma grazie a Julie, Alex li trova e riesce a tuffarsi dopo pochi secondi. Jess sta per annegare e Alex lo salva. Nonostante ciò l'ex-ragazzo di Alice dice che il rito è già compiuto, e che lei non ama più Alex.

## Alla ricerca della chiave
- Titolo originale: 3 filles, 3 garçons

### Trama
Alice ed Alex fanno vedere alla pro-zia di Emile la noce “spillata” che dovrebbe rappresentare un rito, e lei informa i ragazzi che quello è solo uno scherzo per spaventarli. Riuniti al villaggio per una festa tradizionale, Jess (davanti a tutti) chiede ad Alice di fidanzarsi con lui. Naturalmente lei risponde che è già fidanzata con Alex; Jess credendo che i due si fossero lasciati a causa del rito, scappa. Poco dopo Alice vuole regalare la collana di sua madre ad Alex, ma non la trova più e si dispera. Quella collana aveva una chiave che apriva un cofanetto, sempre della madre di Alice e scomparso dopo l'incidente. Alex va a cercarla da una parte mentre Alice e Eva vanno da un'altra. Il ragazzo incontra il fidanzato di Julie, che dice di non riuscire a trovarla. Dopo qualche minuto Alex trova Léo, che aveva un appuntamento con Julie. Inutili le raccomandazioni di Alex, che rivede il fidanzato della ragazza. Alex cerca di distrarlo, ma Julie esce all'improvviso facendo sospettare il fidanzato di un tradimento da parte della donna con Alex. La tradizione vuole che in tal caso l'amante venga umiliato. Ma Léo si prende la sua colpa e dice che è stato con Julie tutto il pomeriggio. Eva tira due schiaffi a Leo per via del tradimento, e lo lascia. Dopo poco tempo Jess, Alex, Alice e Léo continuano la ricerca della collana. Jess fa finta di aver trovato la collana e cerca di baciare Alice, che si infuria quando vede che in realtà non ha trovato nulla. In una scena finale si vede la collana in mezzo alla cascata.

## La barca
- Titolo originale: Grosse erreur

### Trama
Alex trova la collana, e la consegna ad Alice. La ragazza gli fa vedere una piccola foto della madre nascosta all'interno della chiave; a proposito di famiglia lei gli dice di volergli presentare suo padre, che li aveva raggiunti a La Foa. Intanto un pittore vuole che Eva posi per lui in modo da fargli un ritratto, scatenando una gran gelosia da parte di Léo. Intanto Alex e Alice vanno nella casa a La Foa di Stephane Watson, il padre di Alice, dove ad aspettarli trovano il padre, Jess, Clément ed addirittura il fidanzato di Julie. Intanto, per stuzzicare Alex, Clément lo invita a caccia, sapendo bene che Alex, da abitante di città, non avrebbe accettato. Così sia il padrone che gli ospiti, offesi, se ne vanno e rimangono solo Alice ed il fidanzato che si mettono a ridere per l'accaduto. Léo ed Eva si rivedono, ma lei è ancora molto arrabbiata. Tempo dopo, Jess afferma di voler aiutare Alex per tentare un recupero con il signor Watson, ma manda nei guai Alex, facendogli aggiustare la barca del naufragio di due anni prima. La reazione del padre è infatti inaspettatamente brutta, tanto da far scappare nuovamente Alice; Alex la segue e la raggiunge. La riporta a casa Watson, e Stéphane lo ringrazia. Ma arrivano anche Jess e Clément, e con loro Alex ha un nuovo scontro. La sera i quattro ragazzi invitano il padre di Alice per un barbecue, ma Eva e Léo litigano di nuovo e Alice va a consolare l'amica, lasciando da soli Alex e Stéphane, il quale dice al ragazzo di avere un grosso debito di riconoscenza verso Jess, che ha salvato la vita alla figlia.

## Alla luce del sole
- Titolo originale: Les mauvais coups

### Trama
Alex è a fare colazione dai Watson, con Stéphane, Alice e Clément. Arriva anche Jess, che dà al Sig. Watson una busta con del denaro per pagare un ordine di legname. Jess si assicura che Alex la veda, e dopo aver mangiato, i due fidanzati vanno a fare un giro al Ranch e stanno per fare l'amore. Ma Clément li ferma furioso. In una scena successiva qualcuno ruba la busta con i soldi dalla giacca del Watson. I quattro ragazzi vanno in una spiaggia vicina, e trovano un piccolo rifugio, dove pensano di stabilirsi. Così vanno al vecchio bungalow per prendere le loro cose e riordinare. Intanto Alice viene chiamata fuori dal fratello mentre gli altri 3 continuano. Alex trova la busta con i soldi di Watson, ed Alice torna dicendo che il fratello gli ha riferito che al padre sono spariti dei soldi e che lui sospetta di Alex. Il ragazzo le consegna la busta ma Alice sa che non è stato lui. Poco dopo scoprono che a rubare i soldi a Watson e a metterli nel bungalow è stato Jess.

## La festa sul mare
- Titolo originale: Première nuit

### Trama
Alex fa vedere ad Alice il loro nuovo rifugio sul mare, rendendola felice. Stanno per fare l'amore, ma Alex si ferma e dice che vuole aspettare il momento giusto. Alice gli dice che è "colpa degli dei" e secondo la tradizione bisogna organizzare una festa per allontanarli. Intanto arriva Stéphane che trova Alice semi nuda nella capanna e in più trova anche i suoi soldi, rubati da Jess e messi nel vecchio bungalow. Il Watson arrabbiato rimprovera la figlia e la informa che Clément si è fatto male ad una mano, per cui Alice va con il padre a vedere come sta il fratello. Léo ed Eva hanno l'ennesima litigata e la ragazza va a farsi un bagno ma rischia di annegare. Viene salvata da Vik, un amico di famiglia dei Watson. Tra i due sembra scattare la scintilla, cosa che Léo percepisce e che lo preoccupa. I cinque fanno un pranzo assieme a Vik, e quando Léo rimane da solo con lui, quest'ultimo consiglia al “traditore” di farsi desiderare per riconquistare Eva. Nel frattempo, Alice confida al fidanzato che Clément è in realtà suo fratellastro, infatti quando aveva due anni sua madre è partita, non si sa per dove, e così la madre di Alice dopo essersi sposata con Stephane ha sempre trattato Clément come un figlio. Qualche scena dopo, Alex organizza la festa per la fidanzata e la fa più felice che mai; ma a rovinare il bel momento arriva Clément che prende in giro Alex e spintona la sorella. Alex però spinge il ragazzo che torna a farsi male alla mano, e così Alice è costretta ad andare via con il fratello per medicargli la ferita. Arriva anche Jess assieme al suo gruppetto di amici tra cui anche Vik, e prendono in giro Alex. Ma il ragazzo si arrabbia quando scopre che i soldi per organizzare la festa dati da Vik in realtà provenivano da Jess. Così tutti se ne vanno, compresa Eva. Rimangono solo Léo ed Alex; al ranch, il Sig. Watson dice di voler tornare a Nouméa con i due figli, lasciando quindi La Foa.

## Gelosie
- Titolo originale: Trahisons

### Trama
Alex parla con l'amico, chiedendosi perché la sua fidanzata non faccia ritorno alla capanna. A tornare però è Eva, che deve prendere le sue cose per trasferirsi da Vik. Così i due, rimasti ormai soli a La Foa, decidono di tornare a Nouméa e che avrebbero chiamato Alice una volta arrivati. Con grande sorpresa la ritrovano proprio una volta tornati. Alex si chiede come mai lei non lo abbia avvisato del suo ritorno in città, e la ragazza afferma di aver detto a un dipendente del padre di informarlo della sua partenza, ma il messaggio non è arrivato.
I ragazzi vengono portati da Alice in un posto dove stare, e si stabiliscono a casa di Jess, che per scusarsi del suo comportamento vuole offrire ad Alex e Léo ospitalità. L'ex di Alice sembra mostrarsi gentile con Alex, anche se quest'ultimo non crede ai suoi gesti. Suona il cellulare ad Alice, che per trovarlo tira fuori tutte le sue cose dalla borsa. Alex le rimette a posto, e trova anche la vecchia foto di lui che la ragazza aveva in casa a La Rochelle. La reazione di Alex è brutta e la ragazza gli spiega che quella foto era tra le cose di sua madre insieme al nome e cognome di Alex ed al suo indirizzo e così lei era andata a La Rochelle per scoprire chi fosse il ragazzo. Poi lei se n'è innamorata, ma ciò non era previsto. Alex, capendo quindi che i suoi incontri con Alice non erano casuali ma programmati, dice che per lui ciò ha cambiato tutto e manda via la ragazza. Dopo aver spiegato cosa è successo a Léo, Alex prende il portatile di Jess ed invia una mail a Manon, la sua ex.

## Qualcosa si è rotto
- Titolo originale: Ça se déchire

### Trama
Alice va da Alex e gli lascia un messaggio dove lei gli dà appuntamento in spiaggia. Léo vede che Vik ed Eva stanno facendo il bagno nella piscina di Jess ed è molto infastidito. Dopo qualche minuto si vede Manon che con un taxi arriva ad un hotel di Nouméa, e alla reception viene accolta come "Signora Nelka".
Alex si allena per fare i tatuaggi e guadagnare qualche soldo, ma pur essendo un bravo disegnatore non ci riesce e di conseguenza si limiterà a fare tatuaggi temporanei; nel frattempo Manon si sta riposando in albergo e ripensa ai bei momenti passati con Alex. Alice invece vedendo che il fidanzato non si presenta all'appuntamento, diventa molto triste, ma il fratello la rassicura dicendogli che tornerà.
Anche Léo è piuttosto sfortunato, infatti in ogni posto in cui va trova anche Vik ed Eva. Lui vorrebbe riconquistare Eva e decide così di allenarsi con due ragazze trovate in spiaggia dicendogli parole molto dolci, ma una delle due fraintende e lo bacia. Questo bacio viene visto anche da Eva, che però non sembra curarsene. Alex e due amici nascondono Léo dentro un grande pacco regalo e lo portano a Eva. Dopo un po' di diffidenza lei lo apre e ci trova Léo, ma non sembra per niente contenta considerato che ha visto il bacio con l'altra ragazza. Alex va al lavoro da Alice ma la ragazza viene richiamata dal capo, perché ultimamente è sempre molto distratta e agitata, ma a complicare le cose arriva Léo che sbatte una torta in faccia al signore. Alice, che viene licenziata, se la prende con Alex pensando che sia stato lui ad organizzare lo scherzo.

## Tanti auguri
- Titolo originale: Une embrouille spectaculaire

### Trama
Alex porta dei disegni dal tatuatore. Ad aspettarlo c'è Alice che gli spiega come sono andate le cose (riguardo alla foto) e i due, che si sono chiariti, tornano assieme. Tornati a casa, Alice invita Alex al compleanno del padre, che sarebbe stato il giorno stesso. Anche Léo si prova alcuni vestiti eleganti, per cercare di fare bella figura e riconquistare Eva.
Manon dall'albergo prende un taxi per andare a casa dei Watson, e dice l'indirizzo all'autista come lo stesse leggendo dalla mail.
Alex e Léo arrivano alla festa, dove ci sono anche Eva e Vik. Jess si presenta con la nonna Adél, vecchia amica di Stéphane, e Alice per non ferirla non le dice che non sta più assieme al nipote.
Alex se ne accorge e si ingelosisce; mentre gli ospiti stanno pranzando arriva Manon. Alex, incredulo, si alza e le va a parlare, mentre Léo cerca di distrarre Alice, senza riuscirci. La ragazza si presenta all'ospite, cosa che fa anche Manon: quest'ultima dice di essere la fidanzata di Alex e di essere arrivata da poco. Alex le chiede cosa ci faccia la ragazza in Nuova Caledonia e lei risponde che ha ricevuto da lui una email ed anche un biglietto aereo per Nouméa, ma anche se Alex dice di non aver fatto nulla di tutto ciò, Alice sembra molto infastidita.
Il ragazzo accusa del gesto Clément, Jess e Stéphane, scatenando un litigio tra lui ed Alice.
Clemènt caccia via Alex, Léo e Manon, e Vik versa del vino sulla camicia di Léo, che lo spinge in piscina.
Dopo che la festa è finita, Stéphane, Alice e Clément aprono tutti i regali. Aperto quello di Alex, vedono che il ragazzo ha fatto un ritratto molto bello della defunta madre dei ragazzi e moglie di Stéphane.

## Amore, amicizia e inganni
- Titolo originale: Le plus beau des serments

### Trama
Alex si trova davanti a casa Watson per parlare con Alice e spiegarle l'accaduto, ma Clément non vuole chiamarla e dice al ragazzo di allontanarsi. Arriva anche Manon che, dispiaciuta per la situazione, abbraccia Alex, ma Alice li vede e fraintende. Eva torna a casa di Jess, dicendo di aver lasciato Vik dopo aver capito le sue reali intenzioni, ovvero seminare zizzania nel gruppo su ordine di Jess, che nel frattempo accoglie anche Manon a casa sua, mostrando interesse nei suoi confronti. Alex è nervoso a causa della situazione e in un momento di sconforto butta le sue cose per terra, ritrovando casualmente una "promessa d'amore eterno" che il ragazzo aveva scritto per gioco assieme ad Alice lo stesso giorno in cui Manon aveva ricevuto la mail. Il ragazzo va da Alice e le mostra la "prova" di non aver mandato la mail alla sua ex chiedendole di venire in Nuova Caledonia: lo stesso giorno della mail (e della promessa) Alex ed Alice si erano fatti una foto con il cellulare e vedendo l'ora in cui è stata scattata dal dispositivo, che discosta di pochissimi minuti dalla data di invio della mail, Alice capisce che il ragazzo non c'entra niente. I due si abbracciano e tornano a casa di Jess mano nella mano; Manon li vede assieme e inizialmente fa finta di nulla, poi va da Jess e scoppia in lacrime.

## Il mistero della foresta
- Titolo originale: Les quatre fétiches

### Trama
Alice e Alex vanno a casa di Clément, che non si fa vedere da giorni. Egli spiega che è turbato in quanto appena stato lasciato, e per sfogarsi vuole andare a fare una scalata sulle montagne di La Foa; Alice è però molto preoccupata per il fratello vista la pericolosità di tale escursione, ma Clément si altera e caccia fuori i due, che però non si perdono d'animo e con Léo ed Eva vanno a cercare Erica, la presunta ex. La ragazza spiega che in realtà non stavano assieme, ma Clément ha cercato di baciarla, senza successo.
I quattro capiscono che Clément ha avuto la classica delusione d'amore e vogliono raggiungerlo a La Foa, facendosi prestare macchina ed attrezzature da Jess.
Una volta arrivati, Alice afferma che quella foresta ha qualcosa di magico e che vi è una storia su quattro ragazzi che molti anni prima vi passarono la notte senza far ritorno.
Dopo molte ore di cammino il gruppo fa una pausa e con l'occasione Eva e Léo si chiariscono, rimettendosi assieme. Ripreso il cammino, trovano quattro feticci che secondo le credenze del luogo, rappresentano le anime dei defunti, e dopo aver trovato anche una musicassetta risalente al 1998, anno in cui sparirono i quattro ragazzi, capiscono che la foresta ha effettivamente qualcosa di magico. La mattina dopo Eva trova molte loro cose sparse sui quattro feticci, e le riserve di cibo sparite; Alice ed Alex la raggiungono, e vedono uno spaventapasseri su una collinetta.

## La foresta incantata
- Titolo originale: La forêt fantastique

### Trama
Léo è convinto che ci siano gli spiriti dietro allo strano episodio ma Alex lo tranquillizza, dicendogli che gli spiriti fanno sparire il cibo. Alice confida ad Alex di sentirsi in colpa in quanto ha trascurato il fratello; poco dopo Eva avverte i due che Léo è sparito, ed Alex va subito a cercarlo, senza successo. Léo nel frattempo ritrova Clément vicino ad una cascata, che si è distorto la caviglia, e chiama i tre amici per farsi aiutare. Alex lo raggiunge e i due aiutano Clément a risalire. Léo avvisa però gli amici che nella foresta non sono da soli e che ha visto qualcuno nascondersi tra gli alberi. Il ragazzo viene anche punto da un ragno velenoso, ma improvvisamente arriva una donna che gli prepara un antidoto. Spiega che lei vive nella foresta da 3 anni a causa di una delusione d'amore e parla con Clément, dicendogli che la fuga non è mai una soluzione ed il ragazzo deve andare avanti per la sua strada. Dopo Alice ringrazia Alex per aver aiutato il fratello e Léo racconta che quando erano più piccoli il ragazzo aveva salvato una donna in Francia, finita in un profondo crepaccio durante un'arrampicata. Alice capisce che, incredibilmente, quella donna era sua nonna materna, e questo spiega la foto che Alice aveva ritrovato tra le cose della madre, che tempo prima si era fatta mandare una foto dal soccorritore della signora. I ragazzi tornano alla macchina e ripartono per Nouméa.
A casa di Clément, Alice prepara la colazione per il fratello, che dice alla ragazza che Alex è un bravo ragazzo e non ostacolerà mai più la loro relazione.
Ma Léo ed Eva raggiungono l'amica e l'avvisano del fatto che Alex è sparito assieme a tutte le sue cose. Clément ascolta la conversazione e sorride.

## Un amore magico
- Titolo originale: Alice ou Manon

### Trama
Leo ed Eva frugano a casa di Jess per vedere se Alex ha lasciato qualcosa, ma il ragazzo ha lasciato solo diario con su scritto "Forse è successo troppo in fretta". Clément rassicura la sorella, dicendo che il ragazzo tornerà. Jess informa gli altri che doveva pranzare con Manon, ma la ragazza non si è fatta vedere; Eva va a controllare anche la stanza della ragazza e si accorge che manca anche la sua roba. Trova solo un biglietto con un numero di telefono e dei codici. Chiamando scoprono che è il numero dell'aeroporto e che i codici corrispondono ad una prenotazione del volo Nouméa - Parigi a nome di Alex e Manon. Alice cade in un momento di sconforto e piange ripensando ai bei momenti passati con Alex. Ma si tranquillizza quando riguarda il diario del fidanzato: "Forse è successo troppo in fretta" era solo l'inizio di una poesia che Alex stava scrivendo. Eva e Clément credono che Alice abbia ragione, mentre Léo e Jess sono più scettici.
Clément chiama l'aeroporto e gli viene detto che i due non sono mai partiti. A questo punto Alice e Jess si mettono a cercarlo per Nouméa e quest'ultimo entra in un'agenzia viaggi e fa vedere una foto
all'impiegata che gli conferma che Alex è stato li. Ma Jess riferisce ad Alice che all'agenzia non l'hanno visto. Tornati a casa, Clément dice ai ragazzi che è passato in agenzia viaggi per prendere dei biglietti per il padre e ne ha approfittato per chiedere di Alex. Il ragazzo ha preso un biglietto per Lifou, nelle Isole Loyauté. Alice capisce che Jess le ha nascosto la verità, ma quest'ultimo per scoraggiarla chiede a Clément di Manon, che risponde dicendo che la ragazza è con Alex. Alice vuole partire subito per Lifou e Clément, conoscendo la sorella, ha comprato i biglietti per lei, Eva e Léo, che felicissimi lo ringraziano. Nella scena finale si vede che Alex, da solo, è arrivato a Lifou.

## Coincidenze incredibili
- Titolo originale: Une incroyable révélation

### Trama
Manon accende delle candele dentro un bungalow ed Alex, entrato, è molto sorpreso di trovarvi la ragazza dentro.
Alice, Eva e Léo arrivano a Lifou e chiedono in giro di Alex, ed un dipendente dell'aeroporto afferma di averlo visto con una ragazza bionda, e che i due parlavano di matrimonio. Alice si preoccupa e assieme agli amici inizia a fare il giro di tutte le chiese del luogo; in una di queste Léo trova una giovane donna bionda che si sta per sposare. La ragazza spiega che è senza testimoni e che, volendosi comunque sposare, ne stava cercando altri. I tre capiscono che è lei la ragazza dell'aeroporto e vanno in paese. Alice mostra in giro la misteriosa foto sua e di Alex, e delle signore riconoscono la maschera: si trova in una cittadina vicina, che è proprio il luogo in cui la ragazza ebbe l'incidente con sua madre, suo fratello e Jess. I ragazzi si fanno portare sul posto e vedono Alex. Scendono dalla macchina e Alice chiede spiegazioni; arriva anche Manon coperta con un lenzuolo ed Alex comincia così a spiegare tutta la storia: La mattina un uomo gli ha consegnato una lettera firmata dal signor Watson che chiedeva ad Alex di raggiungerlo a Lifou per parlare in modo discreto con il ragazzo di questioni urgenti. A quel punto il ragazzo è subito partito ed in aeroporto ha visto una donna che gli ha chiesto di fargli da testimone in quanto i suoi avevano perso l'aereo, ma egli ha rifiutato. Fuori dall'aeroporto un uomo l'ha fatto salire in macchina e l'ha portato in una piccola cittadina, ma invece del signor Watson, Alex ci ha trovato Manon, che gli dice di amarlo e che cerca di convincerlo a tornare con lei. Ma Alex ha messo le cose in chiaro dicendo alla ragazza di non amarla, ma quest'ultima, incredula, ha affermato che è stato Jess a dirle di andare a Lifou poiché Alex l'avrebbe raggiunta.
Alice sembra scettica al racconto del ragazzo ma anche Manon conferma la versione del suo ex. Improvvisamente arriva una signora del luogo che dice ad Alice di aspettarla da due anni e di seguirla.

## Il regalo più bello
- Titolo originale: Le plus beau des cadeaux

### Trama
Alice e Alex seguono la donna e vedono la maschera presente anche nella foto. La donna dice alla ragazza di scavare sotto la maschera. Fatto ciò, Alice ritrova il cofanetto di sua madre e lo apre con la chiave che ha al collo. All'interno ci sono 2 lettere da parte della mamma, una per lei e una per il fratello. Dopo un momento di commozione da parte della ragazza, Alex ed Alice fanno l'amore sulla spiaggia. Tornati tutti a casa, i ragazzi (Alex, Alice, Eva, Léo, Manon e Clément) vogliono delle spiegazioni da parte di Jess che è costretto a dire tutta la verità: per riconquistare Alice è stato costretto a fare tutto ciò che ha fatto, comprese le minacce ad Alex quando la ragazza si trovava a La Rochelle. I ragazzi questo lo sapevano già, ma Jess rivela loro un'altra cosa: non è stato lui a salvare Alice durante l'incidente, ma la madre della ragazza. Alice è delusa da Jess, ma a rallegrare la situazione è Clément, che dice a tutti di essersi innamorato di Manon.
Dopo qualche ora, i ragazzi vanno in spiaggia e si salutano: Eva e Léo vogliono ripartire per la Francia ma promettono di ritornare a Nouméa prima dell'estate successiva. Nelle ultimissime scene, i ragazzi fanno l'ultimo bagno assieme.